# I Am... Yours: An Intimate Performance at Wynn Las Vegas
I Am... Yours: An Intimate Performance at Wynn Las Vegas è il secondo album dal vivo della cantante statunitense Beyoncé, pubblicato il 23 novembre 2009 dalla Columbia Records e Music World Entertainment.

## Antefatti

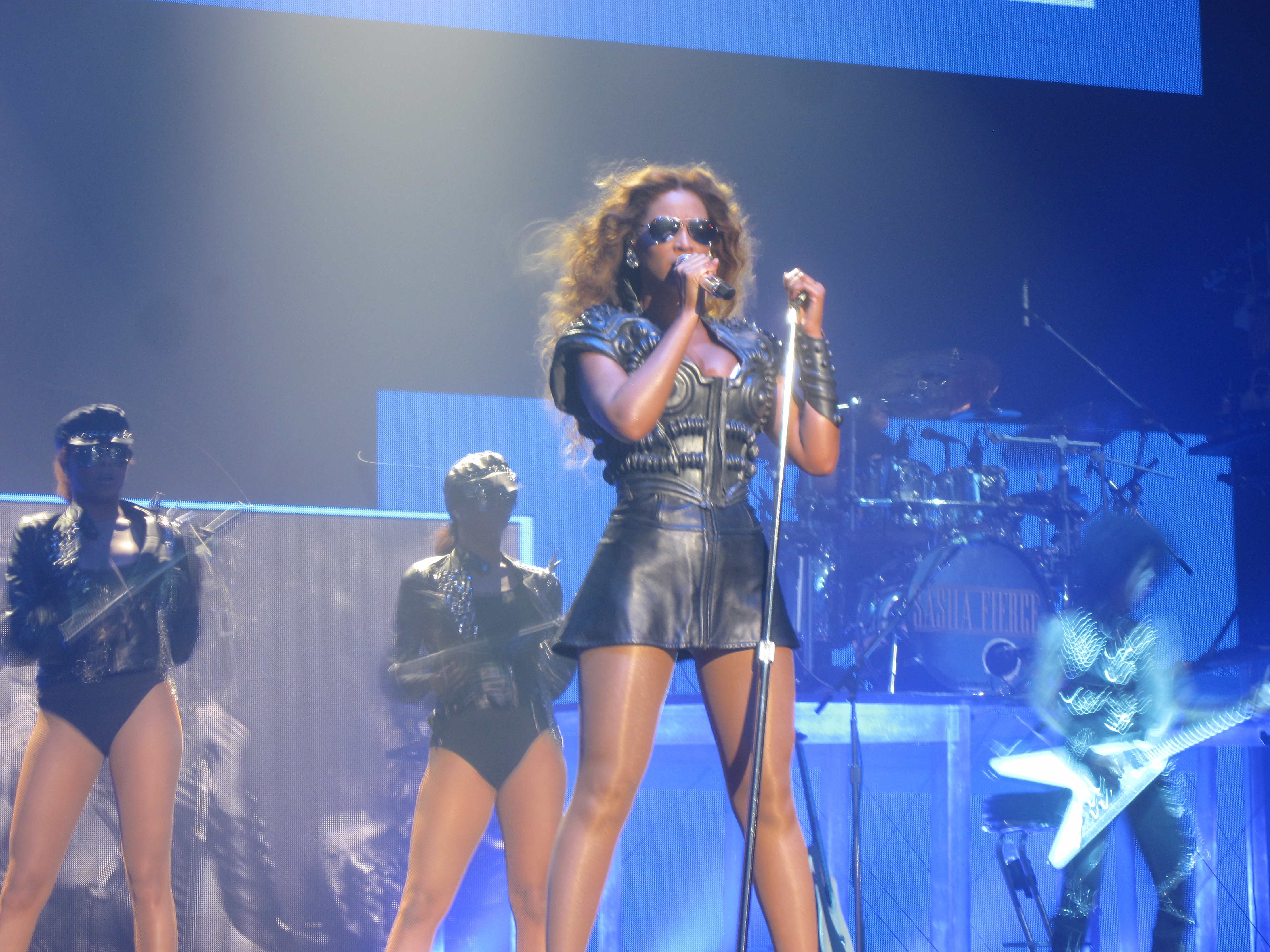
Beyoncé nel corso dell'I Am... Tour nel 2009

Tra il 30 luglio e il 2 agosto 2009, Beyoncé ha tenuto uno spettacolo intitolato I Am... Yours all'Encore Theater di Wynn Las Vegas durante una tappa del suo tour mondiale I Am... Tour (2009-2010) presso Encore Las Vegas a Las Vegas in promozione del terzo album in studio I Am... Sasha Fierce. L'esibizione è stata accompagnata dalla sua band tutta al femminile Suga Mama e da un'orchestra, mentre lo spettacolo è stato coreografato da Beyoncé e Frank Gatson Jr e i costumi sono stati disegnati da e realizzati dalla madre della cantante Tina Knowles, assieme a  Ty Hunter, Raquel Smith e Timothy White.
Secondo il padre e l'allora manager di Beyoncé, presidente e CEO di Music World Entertainment Mathew Knowles, la decisione di pubblicare I Am... Tua: An Intimate Performance at Wynn Las Vegas è stata dettata dal modo in cui la musica veniva presentata nel mondo digitale e dal fatto che «l'esperienza dal vivo sta diventando sempre più importante», aggiungendo che le esibizioni dal vivo dimostrano la capacità degli artisti di intrattenere dal vivo, cosa che, secondo lui, «Beyoncé ha dimostrato [. ...] più volte».

## Descrizione
Il film è stato diretto da Nick Wickham e Ed Burke, prodotto dalla stessa cantante assieme al padre Mathew Knowles e Sheira Rees-Davies. Lo spettacolo è concepito come il racconto della carriera di Beyoncé sino a quel momento, accompagnata da una voce narrante che introduce le varie fasi, a partire da quando aveva nove anni fino al suo terzo album in studio I Am... Sasha Fierce (2008). Nel corso delle registrazioni la cantante sottolinea che una delle prime canzoni che ricorda di aver imparato è stata I Wanna Be Where You Are di Michael Jackson, proseguendo con un medley di successi delle Destiny's Child, ricordando in particolare i membri Kelly Rowland e Michelle Williams. Beyoncé passa a raccontare l'incontro lavorativo con il marito Jay-Z e l'inizio della carriera da solita, spiegando di come la sua casa discografica ritenesse che il suo album di debutto, Dangerously in Love, non potesse avere una canzone di successo, fatto commentato sarcasticamente da Beyoncé: «La casa discografica mi disse che non avevo un solo successo nel mio album [di debutto]. Credo che avessero ragione, ne ho avute cinque».

## Accoglienza
Mike Diver, recensendo lo spettacolo per BBC News, afferma che l'esibizione risulti «lucida e professionale» con la voce della cantante capace di districarsi tra «apici e oscillazioni, vibrazioni e ruggiti, fortunatamente senza mai raggiungere i livelli di eccessiva intensità tipici di Mariah Carey». Il giornalista sottolinea la prevedibilità della produzione, che sebbene «ogni arrangiamento sia riallineato, soddisfa le aspettative dell'ascoltatore; [...] ciò non deve far pensare che si tratti di un disco insoddisfacente». Nate Chinen del The New York Times ha osservato che l'album documenta uno spettacolo più intimo di quelli che Beyoncé fa di solito, dichiarando: «la messa in scena, con macchine del vento, laser e illuminazione dell'arena, mantiene lo spettatore ad un livello di venerazione verso l'artista. Naturalmente Beyoncé è sempre stata più brava a dichiarare che a rivelare, incorniciando i suoi sentimenti in azioni decise. Tuttavia, la stravaganza vecchio stile di questa produzione [...] appare come una sorta di onestà intellettuale verso il suo pubblico: un gesto sincero da parte di un'esperta di show-business».
The Boston Globe ha lodato l'intermezzo jazz, i riarrangiamenti acustici delle canzoni e il racconto intimo e sincero del percorso della cantante verso i propri fan. Us Weekly ha affermato che per vedere la «fierezza» di Beyoncé, le persone dovrebbero ascoltare il suo album I Am... Sasha Fierce o comprare il DVD I Am... Tua: An Intimate Performance at Wynn Las Vegas per avere un'esperienza completa.

## Tracce

### DVD e Blu-ray
1. Hello – 3:48
2. Halo – 5:33
3. Irreplaceable – 5:38
4. Sweet Dreams Medley – 9:27
5. If I Were a Boy Medley – 5:35
6. Scared of Lonely – 4:08
7. That's Why You're Beautiful – 3:14
8. Satellites – 2:31
9. Resentment – 6:02
10. Déjà Vu Jazz Medley – 2:05 – contenuti estratti da It Don't Mean a Thing (If It Ain't Got That Swing)
11. Déjà vu – 2:05
12. I Wanna Be Where You Are – 3:24
13. Destiny's Child Medley – 11:52
14. Work It Out – 3:27
15. '03 Bonnie & Clyde – 1:37
16. Crazy In Love – 6:55
17. Naughty Girl – 2:42
18. Get Me Bodied – 2:58
19. Single Ladies (Put a Ring on It) – 5:41
20. Finale – 2:26
21. End Credits
22. What Happens In Vegas... – 24:08 – Dietro le quinte

### Deluxe Edition

#### CD 1
1. Hello – 3:48
2. Halo – 5:33
3. Irreplaceable – 5:38
4. Sweet Dreams Medley – 9:27
5. If I Were a Boy – 5:35
6. Scared of Lonely – 4:08
7. That's Why You're Beautiful – 3:14
8. Satellites – 2:31
9. Resentment – 6:02
10. Déjà vu Jazz Medley – 2:05
11. Déjà vu – 2:05

#### CD 2
1. I Wanna Be Where You Are – 3:24
2. Destiny's Child Medley – 11:52
3. Work It Out – 3:27
4. 03 Bonnie & Clyde – 1:37
5. Crazy in Love – 6:55
6. Naughty Girl – 2:42
7. Get Me Bodied – 2:58
8. Single Ladies (Put a Ring on It) – 5:41
9. Finale – 2:26

Tracce bonus dell'edizione giapponese
1. Poison – 4:05
2. Video Phone (feat. Lady Gaga) (Extended Remix) – 5:04

## Successo commerciale
Negli Stati Uniti I AM... Yours: An Intimate Performance at Wynn Las Vegas ha esordito al primo posto della Billboard Top Music Videos, diventando il secondo DVD di Beyoncé al primo posto in tale classifica dopo, scendendo al secondo posto la settimana successiva, per poi risalire in vetta, rimanendovi per le successive sette settimane consecutive. Alla fine del 2009, l'album ha venduto 99.000 copie negli Stati Uniti, diventando il sesto DVD musicale più venduto dell'anno, per vendere 162.000 unità alla fine del 2010, trascorrendo un totale di cinquantadue settimane nella Top Music Videos.

## Classifiche
| Classifica (2009-2010)    | Posizione massima |
| ------------------------- | ----------------- |
| Australia (DVD)           | 11                |
| Belgio (Fiandre; DVD)     | 9                 |
| Belgio (Vallonia)         | 90                |
| Brasile                   | 15                |
| Francia                   | 117               |
| Germania                  | 85                |
| Germania (DVD)            | 16                |
| Giappone                  | 43                |
| Grecia                    | 23                |
| Italia (DVD)              | 15                |
| Messico                   | 31                |
| Nuova Zelanda (DVD)       | 6                 |
| Paesi Bassi               | 66                |
| Paesi Bassi (DVD)         | 4                 |
| Portogallo                | 18                |
| Regno Unito (Music Video) | 47                |
| Repubblica Ceca           | 48                |
| Repubblica Ceca (DVD)     | 6                 |
| Spagna                    | 8                 |
| Spagna (DVD)              | 7                 |
| Stati Uniti (Music Video) | 1                 |
| Svezia                    | 10                |

## Pubblicazioni
| Paese       | Data             | Formato        |
| ----------- | ---------------- | -------------- |
| Australia   | 20 novembre 2009 | CD/DVD and DVD |
| Paesi Bassi | 20 novembre 2009 | CD/DVD and DVD |
| Stati Uniti | 23 novembre 2009 | CD/DVD and DVD |
| Giappone    | 25 novembre 2009 | CD/DVD         |
| Italia      | 27 novembre 2009 | CD/DVD and DVD |
| Brasile     | 1º dicembre 2009 | CD/DVD and DVD |
| Regno Unito | 7 dicembre 2009  | CD/DVD         |
| Paesi Bassi | 12 dicembre 2009 | Blu-ray        |
| Stati Uniti | 15 dicembre 2009 | Blu-ray        |